# TharnType: The Series
TharnType: The Series es una serie de televisión boys' love tailandesa de 2019 protagonizada por Suppasit Jongcheveevat (Mew) y Kanawut Traipipattanapong (Gulf). Es una adaptación de la popular novela web TharnType Story (เกลียดนักมาเป็นที่รักกันซะดีๆ), en inglés TharnType's Story: Hate You, Love You More, de MAME (Orawan Vichayawannakul). La historia cuenta sobre un universitario con prejuicios y un compañero de habitación homosexual que siempre están en constante tensión, pero que gradualmente se abren el uno al otro, convirtiendo su odio en afecto.
La serie dirigida por Bundit Sintanaparadee (Tee) y producida por Me Mind Y, se estrenó en Tailandia y se emitió en el canal One 31 entre el 7 de octubre de 2019 y el 6 de enero de 2020 con repeticiones en LINE TV. También posee un episodio especial titulado TharnType Special, Our Final Love emitido el 19 de enero de 2020 en el Siam Pavalai Royal Grand Theatre. Posee una segunda temporada, llamada TharnType 2: 7 Years of Love.
La historia forma parte del universo descrito por la escritora MAME junto con otras novelas, adaptadas posteriormente en series como Love By Chance y Don't Say No: The Series, con quienes comparte tramas y algunos personajes.

## Sinopsis

### Temporada 1
Type Thiwat es un apuesto estudiante universitario de primer año con pasión por el fútbol y la comida picante. Aunque es un joven amistoso, odia a los homosexuales porque, en su infancia, fue abusado sexualmente por un trabajador en el resort propiedad de su familia. Su vida da un vuelco cuando el nuevo año académico de la universidad trae consigo a un carismático compañero de cuarto Tharn Kirigun. Tharn es un estudiante de música hermoso y compasivo que también es abiertamente gay. Cuando Type se entera de esto decide hacer cuanto esté en su mano para que Tharn abandone el dormitorio ya que se niega a convivir con una persona gay. Tharn está igualmente decidido a no ceder ante las exigencias homofóbicas y las rabietas de Type. La tensión entre los dos aumenta pero paulatinamente, a medida que pasa el tiempo y nuevos desafíos y experiencias se presentan ante ellos, ambos van explorando las dimensiones románticas y eventualmente sexuales de su relación.

### Temporada 2
Type y Tharn han estado juntos durante siete años y disfrutan de la vida en armonía, pero a veces discuten. Todavía se encuentran con sus amigos de la universidad, pero la vida real no siempre está llena de flores y dulces. Ahora son adultos que trabajan y enfrentan problemas de la vida real. ¿Serán capaces de superar las luchas o desmoronarse?

## Reparto
A continuación se muestra el elenco de la serie:

### Principales
- Suppasit Jongcheveevat (Mew) - Tharn Thara Kirigun
- Kanawut Traipipattanapong (Gulf) - Type Thiwat Phawattakun

### Secundarios
- Suttinut Uengtrakul (Mild) - Techno
- Kittipat Kaewcharoen (Kaownah) - Lhong
- Natthad Kunakornkiat (Hiter) - Tum
- Parinya Angsanan (Kokliang) - Tar
- Napat Sinnakuan (Boat) - Champ
- Thanayut Thakoonauttaya (Tong) - Thorn
- Tanawin Duangnate (Mawin) - Khlui
- Kantheephop Sirorattanaphanit (Run) - Seo
- Wasin Panunaporn (Kenji) - Technic
- Pongkorn Wongkrittiyarat (Kaprao) - Khom
- Pattarabut Kiennukul (AA) - San
- Siwapohn Langkapin (Eye) - Puifai

### Personajes invitados
- Suppapong Udomkaewkanjana (Saint) - Pete
- Phiravich Attachitsataporn (Mean) - Tin
- Siwat Jumlongkul (Mark) - Kengkla

## Origen
La novela TharnType Story (เกลียดนักมาเป็นที่รักกันซะดีๆ) se lanzó por primera vez en línea el 2 de diciembre de 2014 a través de la plataforma para escritores Dek-D.com. Aunque la historia es una derivación de la novela anterior de MAME My Accidental Love is You (cuya adaptación en serie de televisión se tituló Love By Chance), los eventos de TharnType Story transcurren tres años antes de esta última.
La novela se publicó como copia física en 2016, compilando 62 capítulos en dos libros. Una historia secuela consta de 22 capítulos sobre la vida de Tharn y Type como pareja en su séptimo año y se publicó como un libro físico después de los dos primeros libros. A partir de 2020 TharnType Story tiene calificaciones del 216% en su página oficial de Dek-D con más de 3.8 millones de visitas totales.

## Banda sonora
| Título de Canción | Título Romanizado          | Artista(s)             | Ref.   |
| ----------------- | -------------------------- | ---------------------- | ------ |
| «ไม่ยอม»           | «Be Mine (Main)»           | Pop Jirapat            |        |
| «ไม่ยอม»           | «Be Mine»                  | Kaownah Kittipat       | [ 15 ] |
| «ขอแค่เธอ»         | «Hold Me Tight»            | Off Chainon            | [ 16 ] |
| «ขอแค่เธอ»         | «Hold Me Tight (Acoustic)» | Suppasit Jongcheveevat | [ 17 ] |

## Premios y nominaciones
| Año  | Premio                 | Categoría            | Trabajo nominado                                   | Resultado | Ref.   |
| ---- | ---------------------- | -------------------- | -------------------------------------------------- | --------- | ------ |
| 2019 | Howe Awards 2019       | Mejor pareja         | Suppasit Jongcheveevat y Kanawut Traipipattanapong | Ganadora  | [ 18 ] |
| 2020 | Line TV Awards 2020    | Mejor escena de beso | Suppasit Jongcheveevat y Kanawut Traipipattanapong | Ganadora  | [ 19 ] |
| 2020 | Kazz Awards 2020       | Pareja del año       | Suppasit Jongcheveevat y Kanawut Traipipattanapong | Nominada  | [ 20 ] |
| 2020 | Kazz Awards 2020       | Mejor escena         | Suppasit Jongcheveevat y Kanawut Traipipattanapong | Ganadora  | [ 20 ] |
| 2020 | Kazz Awards 2020       | Hot Young Star       | Kanawut Traipipattanapong                          | Nominado  | [ 20 ] |
| 2020 | Kazz Awards 2020       | Hot Young Star       | Suppasit Jongcheveevat                             | Ganador   | [ 20 ] |
| 2020 | Thai Crazy Awards 2020 | Mejor serie gay      | TharnType: The Series                              | Ganadora  | [ 21 ] |
| 2020 | Thai Crazy Awards 2020 | Mejor pareja gay     | Suppasit Jongcheveevat y Kanawut Traipipattanapong | Ganadora  | [ 21 ] |
| 2020 | Maya Awards 2020       | Mejor pareja         | Suppasit Jongcheveevat y Kanawut Traipipattanapong | Ganadora  | [ 22 ] |
| 2020 | Maya Awards 2020       | Serie del año        | TharnType: The Series                              | Nominada  | [ 22 ] |
| 2020 | Maya Awards 2020       | Mejor banda sonora   | Off Chainon - «Hold Me Tight»                      | Nominada  | [ 22 ] |
| 2020 | Maya Awards 2020       | Estrella masculina   | Suppasit Jongcheveevat                             | Ganador   | [ 22 ] |